# تامومی کاهارا
تامومی کاهارا (انگلیسی: Tomomi Kahara؛ زادهٔ ۱۷ اوت ۱۹۷۴) موسیقی‌دان اهل ژاپن است.